# Choummaly Sayasone
General pukovnik Choummal Sayasone (6. ožujka 1936.) je bio glavni tajnik Narodne revolucionarne stranke Laosa i predsjednik Laosa od 2006. do 2016. godine.

## Životopis
Choummal Sayasone se rodio 1936. godine u mjestu Attapu. Član Revolucionarne stranke laoškog naroda postao je 1991. godine. Od 1991. do 2001. godine služio je kao ministar obrane Laosa, a od 2001. do 2006. godine treći potpredsjednik Laosa.
Na čelo stranke došao je 21. ožujka 2006. godine na njenom Osmom kongresu, naslijedivši Khamtaija Siphandona kao de facto vođa Laosa. Kasnije je uspio naslijediti Siphandona kao 6. predsjednika Laosa 8. lipnja 2006. godine.
U ožujku 2011. godine bio je ponovno izabran za svoj položaj kao glavni tajnik Narodne revolucionarne stranke Laosa na 9. kongresu NRPL-a. U lipnju 2011. godine ponovno je izabran za predsjednika Laosa u sedmoj Narodnoj skupštini. Nije tražio ponovni izbor u Središnjem odboru NRPL-a na 10. Kongresu NRPL-a u siječnju 2016. godine, što ukazuje na njegovu mirovinu. Bounnhang Vorachit izabran je za nasljednika glavnog tajnika 22. siječnja 2016. godine.

## Privatni život
Oženjen je, ali nema djece.

## Vanjske poveznice
|  | Zajednički poslužitelj ima stranicu o temi Choummaly Sayasone |